# Марі Трентіньян
Марі Трентіньян (фр. Marie Trintignant; *21 січня 1962, Париж — †1 серпня 2003, Нейї-сюр-Сен) — французька акторка, продюсерка, сценаристка і режисерка.

## Життєпис
Мати — сценаристка і режисерка Надін Трентіньян, батько — актор Жан-Луї Трентіньян. 
Марі Трентіньян мала четверо дітей від чотирьох батьків, була одружена з батьком молодшого сина Самюелем Беншетрі.
27 липня 2003 року у Вільнюсі на зйомках телефільму Надін Трентіньян про життя письменниці Колетт музикант Бертран Канта, з яким Трентіньян мала стосунки вже півтора року, на ґрунті ревнощів побив її, спричинивши важку травму голови. Кілька днів Трентіньян перебувала в комі, 31 липня була перевезена в клініку Гартманна в передмістя Парижа Нейі, а наступного дня померла. Розтин показав, що причиною смерті стала черепно-мозкова травма, викликана ударами в обличчя. 6 серпня 2003 після траурної церемонії Марі Трентіньян була похована на кладовищі Пер-Лашез.
У жовтні 2003 року Надін Трентіньян опублікувала книгу «Моя донька, Марі», в якій обвинуватила у смерті дочки Бертрана Канта. 
29 березня 2004 Бертран Канта був засуджений до 8 років тюремного ув'язнення за ненавмисне вбивство і ненадання допомоги, а в жовтні 2007 року за хорошу поведінку був умовно-достроково звільнений, відбувши лише 3 роки покарання.